# Đurđica Horvat
Đurđica Horvat (Rijeka, 1961.), hrvatska keramičarka, kiparica i umjetnica stakla. Živi u Velikoj Mlaki.

## Životopis
Rođena je u Rijeci 1961. godine. Diplomirala je na odjelu kiparstva na autorskoj umjetničkoj školi Agora u klasi Ivana Kožarića, doajena hrvatske suvremene umjetnosti. Stvara u mediju keramike od 1991. godine, a u staklu od 1999. godine te staklokeramike. Izrađivala skulpture od stakla u tehnici fuzije i dr. Izlagala dvadesetak puta samostalno i na brojnim skupnim žiriranim i pozivnim nacionalnim i međunarodnim izložbama. Sudionica i voditeljica niza likovnih kolonija u domovini i u inozemstvu. Stvara u ateljeu KEST u Zagrebu. Članica je ULUPUH-a, LIKUM-a i HZSU-a. Obnaša dužnost predsjednice Sekcije za keramiku, staklo i porculan ULUPUH-a. Nagrađivana za keramičarski i kiparski rad. Nagrađivana posebnim priznanjima i pohvalama. Pohvaljena je i za izraziti doprinos kulturi u Hrvatskoj.